# Heinrich zu Hardegg
Heinrich Graf zu Hardegg (* 8. November 1843 in Seefeld; † 12. Mai 1898 in Wien) war Geschäftsmann, Privatgelehrter und Gründer der Heinrich Graf Hardegg´schen Stiftung.

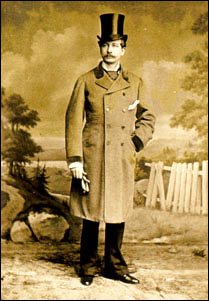
Heinrich Graf zu Hardegg

## Leben
Heinrich Graf Hardegg verbrachte seine Kindheit auf dem Majoratsgut der Familie Hardegg in Seefeld-Kadolz im nördlichen Niederösterreich. 1863 trat er in den Militärdienst ein, wo er bis 1865 als Unterlieutnant im Kürassier-Regiment 1 diente. Danach war er in Wien erfolgreich als Geschäftsmann und Privatgelehrter tätig. Als er am 12. Mai 1898 verstarb, hatte er per Testament verfügt, dass sein gesamter Nachlass zu einer Stiftung verwendet werden soll.

## Die Stiftung
Die Stiftung ist gemeinnützig und wohltätig. Im ersten Stiftungsbrief des Gründers aus dem Jahre 1893 war der Zweck der Stiftung wie folgt angegeben: „strebsamen jungen Männern aus dem Adel und sonstigen Ständen, denen nach erlangtem Doktorate der Rechte ausreichende Mittel zur weiteren Ausbildung für eine gemeinnützige Wirksamkeit fehlen, diese Mittel zu bieten“.
In ihrem heutigen Gewande heißt die Stiftung Heinrich Graf Hardegg’sche Stiftung und führt zum Zweck an, „strebsamen jungen Männern und Frauen, denen nach erlangtem Doktorate der Rechte, der Staatswissenschaften oder der Volkswirtschaften ausreichende Mittel zur weiteren Ausbildung fehlen, diese Mittel zu bieten“.
Das Stiftungsvermögen besteht aus Immobilien, deren Reinerträgnis den Stipendien zugutekommt. Die Verwaltung des Stiftungsvermögens und die Verleihung der Stipendien obliegt dem Kuratorium, das aus einem Vorsitzenden und zwei Beisitzern besteht. Den Vorsitz führt ein Mitglied der Familie Hardegg, derzeit Johann Julius Hardegg. Die Beisitzer sind jeweils ein Professor der rechtswissenschaftlichen sowie der Sozial- und wirtschaftswissenschaftlichen Fakultät. Die Ausschreibung der Stipendien erfolgt im Dekanat der rechtswissenschaftlichen Fakultät der Universität Wien.

Stiftungshaus in der Wiener Kärntner Straße unweit der Oper
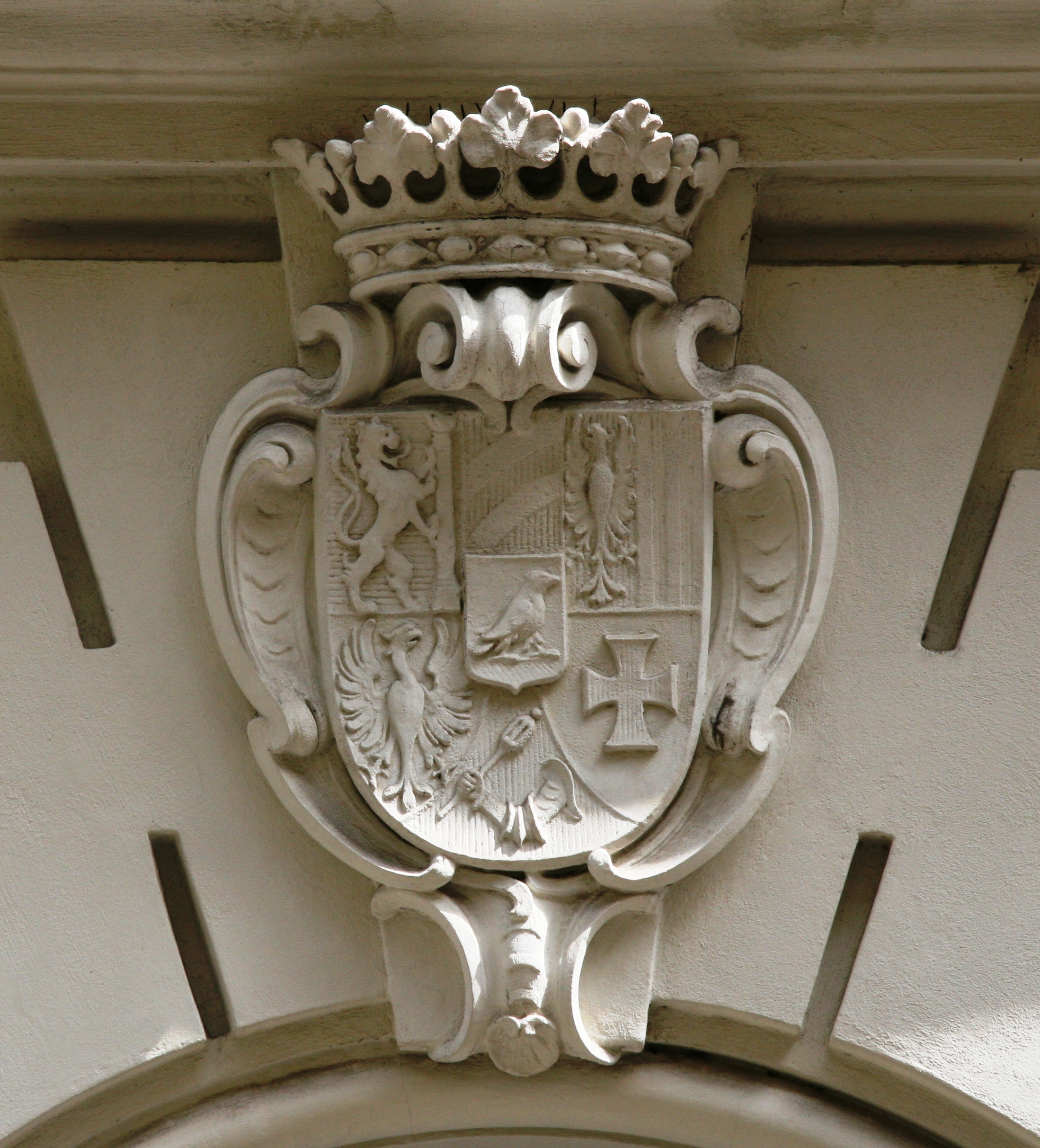
Wappen der Grafen zu Hardegg am Portal der Hardegg Stiftung